# Cycas aenigma
Cycas aenigma Lindstr & Hill, 2008 è una pianta appartenente alla famiglia delle Cycadaceae endemica delle Filippine.

## Descrizione
È una cicade con fusto eretto, alto 0,5–4 m e con diametro di 20–25 cm.
Le foglie, di colore verde chiaro brillante, lunghe 200–290 cm, sono disposte a corona all'apice del fusto e sono rette da un picciolo lungo 40–60 cm, glabro, spinescente; ogni foglia è composta da 150-190 paia di foglioline lanceolate, con margine intero, lunghe mediamente 30–34 cm.
È una specie dioica con esemplari maschili che presentano coni ovoidali, lunghi circa 34 cm e larghi 16 cm, di colore dal crema al verde, ed esemplari femminili con macrosporofilli tomentosi di colore bruno, lunghi 36–40 cm, con margine spinescente, ciascuno recante da 4 a 6 ovuli glabri.

## Distribuzione e habitat
L'esatto areale di questa specie non è noto. Essa è stata descritta a partire da un esemplare coltivato nella città di Puerto Princesa sull'isola di Palawan, la cui origine non è nota.

## Conservazione
La mancanza di informazioni certe sull'areale della specie e sulla entità della popolazione in natura non consente di formulare giudizi sul reale stato di conservazione di C. aenigma.